# Anillaco
Anillaco är en liten ort i provinsen La Rioja i nordvästra Argentina. Folkmängden uppgår till cirka 1 500 invånare.
Carlos Menem, Argentinas president 1989-1999, föddes i Anillaco 1930.